# حفار ساق الخوخ
حفار ساق الخوخ (باللاتينية: Ptosima flavoguttata H) حشرة من رتبة غمدية الأجنحة ذات أهمية اقتصادية بسبب الأضرار التي تلحقها.
تصيب هذه الحشرة أشجار الخوخ وخاصة منها الأنواع البرية وتلك التي أصابها الإهمال أو عدم انتظام الري والمزروعة في الأراضي التي ترتفع فيها نسبة الكلس ويقل انتشارها في البساتين الواقعة في المناطق الرطبة.

## وصف الحشرة

### الحشرة الكاملة
خنفساء متطاولة الشكل سوداء اللون تتميز بوجود بقع برتقالية على جسمها بواقع بقعة واحدة على قاعدة الرأس وبقعتين اثنتين متطاولتين على قاعدة الصدر وثلاث بقع عرضية متناظرة على كل من الغمدين طولها من 7-11 ملم.

### اليرقة
إسطوانية الشكل قريبة الشبه من يرقات الكبنوديس وهي تتميز بكون الحلقة الصدرية فيها أعرض من بقية الحلقات ويبلغ طولها بعد اكتمال نموها 3 سم تقريباً.

## أعراض الإصابة
تتميز الإصابة بوجود ثقوب لا يزيد قطرها عن 4 ملم على قشرة الشجرة وخاصة في منطقة الساق هذه الثقوب المستديرة تتصل بأنفاق طويلة متعرجة وغير منتظمة تدخل في عمق الخشب. تكون هذه الأنفاق عادة مليئة ببراز اليرقة ونشارة الخشب الناتجة عن حفرها للأنفاق.

## دورة حياة الحشرة
تظهر الحشرة الكاملة على شكل خنافس خلال شهري نيسان وأيار. وهي تتميز بطيرانها القليل وعدم انتقالها لمسافات بعيدة ، تضع الأنثى بيوضها بعد التزاوج في شقوق سوق الأشجار ثم لاتلبث اليرقة الفاقسة عن البيض أن تدخل خلال القشرة لتحفر تحتها أنفاق غير منتظمة ثم لتمتد في عمق الخشب لأطوال مختلفة. تبقى اليرقات فيها خلال الصيف والشتاء للتحول في فصل الربيع إلى عذارى بالقرب من ثقب الخروج قد تخرج منه لتعاود حياتها أو تبقى فيه لوقت متأخر منه.

## الأضرار
تنحصر الأضرار في الأنفاق المتعددة التي تحدثها اليرقات تحت القشرة وفي عمق الخشب مما يضعف الشجرة وقد يسبب موتها وخاصة منها الأشجار التي أصابها إهمال متواصل في عمليات التسميد والتقليم والري.

## المكافحة
يساعد تنظيم عمليات الري وتوفير العمليات الزراعية اللازمة لتقوية الأشجار على الوقاية من هذه الحشرة. ينصح أيضاً بتجنب الزراعة في الأراضي الكلسية.